# Magyar Fotográfiai Egyesület
A Magyar Fotográfiai Egyesület 1899-ben alakult Photo Club néven. Későbbi elnevezései: Magyar Amatőrök Országos Szövetsége (MAOSZ), Magyar Amatőrfényképezők Országos Szövetsége (MAOSZ), Magyar Dolgozók Országos Művészfényképező Egyesülete (MADOME), Budapesti Fotóklub.

## Története
1899. október 29-én tartották a Photo Club magyar amatőr fényképezők országos egyesülete alakuló ülését. Első elnöke gróf Esterházy Mihály, alelnöke pedig, aki egyben a szervezet kezdeményezője is, Hatvani Gaál Adorján műépítész tanár volt. Alakulótagjai között volt Eötvös Loránd, a Magyar Tudományos Akadémia akkori elnöke, Edvi Illés Aladár festőművész, Hopp Ferenc és Bíró Lajos távol-keleti utazók, illetve Konkoly Thege Miklós csillagász.
A klub 1900-ban tartott első házi kiállításán az alelnök, nem sokkal a technológia magyarországi premierjét követően, gumi- és pigmentnyomatokat állított ki. 1902-ben országos, 1903-ban a Nemzeti Szalonban pedig már egy nemzetközi kiállítást szervezett. A klub által szervezett összejöveteleken a klubtagok találkozhattak a technikai újdonságokkal, a nyersanyaggyárak pedig új alapanyagokat, lemezeket, papírokat, referenciaképeket küldtek. A klub előfizetett a legjelentősebb külföldi lapokra is.
1904-ben indult Az Amatőr művészi fényképezési folyóirat, főszerkesztője Kohlman Artur volt. Mint a klub hivatalos közlönye, mindig beszámolt a klub által tartott szakmai összejövetelekről. Ám 1905-ben Kohlman elképzelése, miszerint az amatőr mozgalom továbbfejlődését, a művészi fényképezés teljes kibontakozását csak egy kiemelt szervezet, az országos szövetség koordinációjában tudta elképzelni, szembeállította a lapot a fotóklubbal, így a szeptemberi, második szám fejlécéről lekerült a Budapesti Photo-Club neve, és megszűnt az újság szubvenciója, december 31-én pedig már meg is alakult a Magyar Amatőrök Országos Szövetsége.
A budapesti Photo-Club mintájára 1905 után sorra alakultak klubok vidéken: Egerben, Székesfehérváron, Szombathelyen, Nagyváradon, Sopronban, Budán, Pécsett, Debrecenben, Zomboron, Nagyváradon.
A Belgrád rakparti helyiségekben 1908 óta működik a klub.
1945 után Haller Frigyes Géza fotóművész, szakíró szervezte újjá a fotóklubot.
Az 1950-es évek elejétől már Magyar Dolgozók Országos Művészfényképező Egyesülete (röviden MADOME) a szervezet neve.
1995-től a Magyar Fotográfiai Egyesület nevet viseli.

## Elnökök
- 1889–1906 Esterházy Mihály
- 1946-1954 Haller Frigyes fotóművész, szakíró
- [...] Marton Tibor
- 1957–1958 Németh József[6]
- 1961–1976 Pomayer Gyula[7]
- 1976–? Tomori Ede[8]
- -2019  Hidas András
- 2019   Varró Szilvia

## MADOME-aranyjelvényesek
- 1954 Haller F. G.[9]
- 1956 Angelo (Funk Pál)[10]
- 1959 Gál Imre[11]

## MADOME-ezüstjelvényesek
- ? Tóth István[12]

1959 Talabér Gyula